# Нижнее Бабино
Нижнее Бабино — село в Обоянском районе Курской области. Входит в Бабинский сельсовет.

## История
Населённый пункт впервые упоминается в 1666 году.

## Население
| 1675 | 2002 | 2007 | 2008 | 2009 | 2010 | 2011 |
| ---- | ---- | ---- | ---- | ---- | ---- | ---- |
| 634  | ↘172 | ↗190 | ↘172 | ↘155 | ↘132 | ↗161 |
| 2012 | 2013 | 2014 | 2015 |      |      |      |
| ↘149 | ↘146 | ↘135 | →135 |      |      |      |

## Инфраструктура
Верхнебабинская основная общеобразовательная школа, Нижнебабинский ФАП, Верхнебабинский ФАП.

## Достопримечательности
В конце XVII века на территории нынешнего села Нижнее Бабино была построена деревянная церковь во имя Святого Афанасия и Кирилла. В настоящее время церковь отнесена к памятникам исторического наследия местного значения, но Церковь находится в полуразрушенном состоянии и, по заключению экспертов, восстановлению не подлежит.